# Miami Sound Machine
Miami Sound Machine er en popgruppe fra USA, der blev dannet i 1975 under navnet Miami Latin Boys. Gruppen bestod bl.a. af Gloria Estefan og Emilio Estefan.

## Diskografi
- 1977: Live Again/Renacer
- 1978: Miami Sound Machine
- 1979: Imported
- 1980: MSM
- 1981: Otra Vez
- 1982: Rio
- 1984: A Toda Maquina
- 1984: Eyes of Innocence
- 1985: Primitive Love
- 1987: Let It Loose (Gloria Estefan and Miami Sound Machine)
- 1989: Cuts Both Ways (Estefans debut-soloalbum)
- 2002: MSM: Miami Sound Machine (uden Estefan eller andre af de originale medlemmer)